# Exoprosopa fuscescens
Exoprosopa fuscescens är en tvåvingeart som beskrevs av Mario Bezzi 1924. Exoprosopa fuscescens ingår i släktet Exoprosopa och familjen svävflugor. Inga underarter finns listade i Catalogue of Life.